# Сиромашко лято
 Тази статия е за игралния филм.  За периода от годината вижте Циганско лято.  
„Сиромашко лято“ е български игрален филм (комедия) от 1973 година на режисьора Милен Николов, по сценарий на Братя Мормареви. Оператор е Румен Георгиев. Музиката във филма е композирана от Борис Карадимчев. Художник на постановката е Петко Бончев.

## Сюжет
Методи Рашков се пенсионира. Започва безропотно да изпълнява всички задачи, поставени от снахата и сина му и постепенно ролята му в живота се свежда до функциите на една домакиня. За да запази достойнството си пред приятели и познати, той се оплита в лъжи и това го поставя в конфузни и смешни ситуации. Всичко постепенно се натрупва и взривът е неизбежен. Поводът на избухването му е дребен, но с важни последици. Рашков напуска дома си и започва „безгрижен живот“. Твърде скоро безделието му омръзва, започва да се чувства самотен и никому ненужен. Той се завръща у дома си, където радостно го посреща семейството, но в увеличен състав – родило се е второ внуче.

## Състав

### Актьорски състав
| Роля                        | Изпълнител                       |
| --------------------------- | -------------------------------- |
| Методи Рашков               | Заслужил артист Георги Парцалев  |
| Другаря Нейчев              | Народен артист Иван Кондов       |
| Другарката Лиляна Тотева    | Заслужила артистка Татяна Лолова |
| Другаря Цветарски           | Ицхак Финци                      |
| Радка                       | Леда Тасева                      |
| Снахата Рашкова             | Емилия Драгостинова              |
| Синът Рашков                | Милен Пенев                      |
| Теди Рашков                 | Кирчо Петров                     |
| Началникът                  | Георги Стоянов                   |
| Капитан Добрев              | Евстати Стратев                  |
| Преследвачът на подпис      | Иван Цветарски                   |
| Пенсионерът в кафето        | Божидар Лечев                    |
| Случайната позната          | Сашка Братанова                  |
| Старшина Ангелов            | Иван Обретенов                   |
| Физкултурникът в парка      | Лъчезар Стоянов                  |
| Чистачката в министерството | Домна Ганева                     |
| Младият заместник на Рашков | Младен Младенов                  |
| Младата колежка             | Пенка Цицелкова                  |

### Творчески и технически екип
| Сценарий           | Братя Мормареви                                                                                  |
| Режисьор           | Милен Николов                                                                                    |
| Оператор           | Румен Георгиев                                                                                   |
| Редактор           | Цветана Коларова                                                                                 |
| Художник           | Петко Бончев                                                                                     |
| Музика             | Борис Карадимчев                                                                                 |
| Звук               | Славчо Делянов                                                                                   |
| Монтаж             | Ерма Попова                                                                                      |
| Втори режисьор     | Иван Кирилов                                                                                     |
| Костюми            | Адреана Янкова                                                                                   |
| Комбинирани снимки | Иван Манев                                                                                       |
| Грим               | Богдана Караянева                                                                                |
| Втори художник     | Симеон Патамански                                                                                |
| Фотограф           | Соня Мирчева                                                                                     |
| Асистент-режисьори | Елена Кацкова Богдан Будинов Василка Чалъкова                                                    |
| Асистент-оператори | Константин Занков Павел Калинчев Марин Градинаров                                                |
| Директор           | Пенчо Димитров                                                                                   |
| Distributed by     | Българска кинематография Студия за игрални филми Творчески колектив „МЛАДОСТ“ /Copyright © 1973/ |

## Награди
- Награда за мъжка роля на Георги Парцалев на 25 МКФ, (Прага, Чехословакия 1974).